# Maison des consuls van Mirepoix
De Maison des Consuls (letterlijk: "huis van de consuls") van Mirepoix bevindt zich in het centrum van de stad Mirepoix, in het departement Ariège, in Frankrijk.

## Geschiedenis
Op 5 januari 1274 verleende Guy III de Lévis de inwoners van de stad het recht om consuls te kiezen. Na de verwoestende overstroming van de rivier de Hers in juni 1289, schonk hij hun enkele dagen later honderd seterées (oude oppervlaktemaat, ongeveer 125 hectare) grond op de linkeroever van de rivier om de nieuwe stad te bouwen. In het jaar 1500 kregen de consuls het recht om hun huis te bouwen op de bovenverdieping van het Justitiehuis. Op 14 augustus 1655 kochten zij een woning om die in te richten als stadhuis. Het gebouw deed dienst als rechtbank, raadszaal en gevangenis. 
De gevelbalk is uit één massief stuk eikenhout gehouwen, bijna 12 meter lang en meer dan 60 cm dik. In 1664 werd het bovenste deel van het gebouw door brand verwoest en later heropgebouwd.
Aan het marktplein, omringd door houten arcades die samen een opvallend geheel vormen, staat dit vakwerkhuis uit de 15e eeuw. Het fungeerde achtereenvolgens als gerechtsgebouw, consulswoning, gevangenis en tegenwoordig als hotel.
Het gebouw valt vooral op door de 104 gebeeldhouwde decoraties aan de uiteinden van de dwarsbalken (die loodrecht op de gevel staan) en op de steunpilaren. Deze dubbele rij relatief goed bewaarde, expressieve en soms vreemde beeldhouwwerken toont gezichten, dieren en scènes uit het dagelijks leven.
Het gebouw is gedeeltelijk beschermd als historisch monument: de gevels zijn classé sinds 31 maart 1915 en andere delen inscrit sinds 25 maart 1993.

## Beschrijving

### Architectuur
Het gebouw is een vakwerkhuis met een houten structuur (pans de bois en quadrillage). De modillons (versierde consoles onder de uitstekende delen van het gebouw) op de begane grond zijn voorzien van beeldhouwwerk. De verdiepingen steken uit in overkraging boven de begane grond.

### Decoratie
Sinds 2020 is de salon van het hotel versierd met een muurschildering van Chloé Préteceille, die Mirepoix in de 18e eeuw afbeeldt.

## Galerij

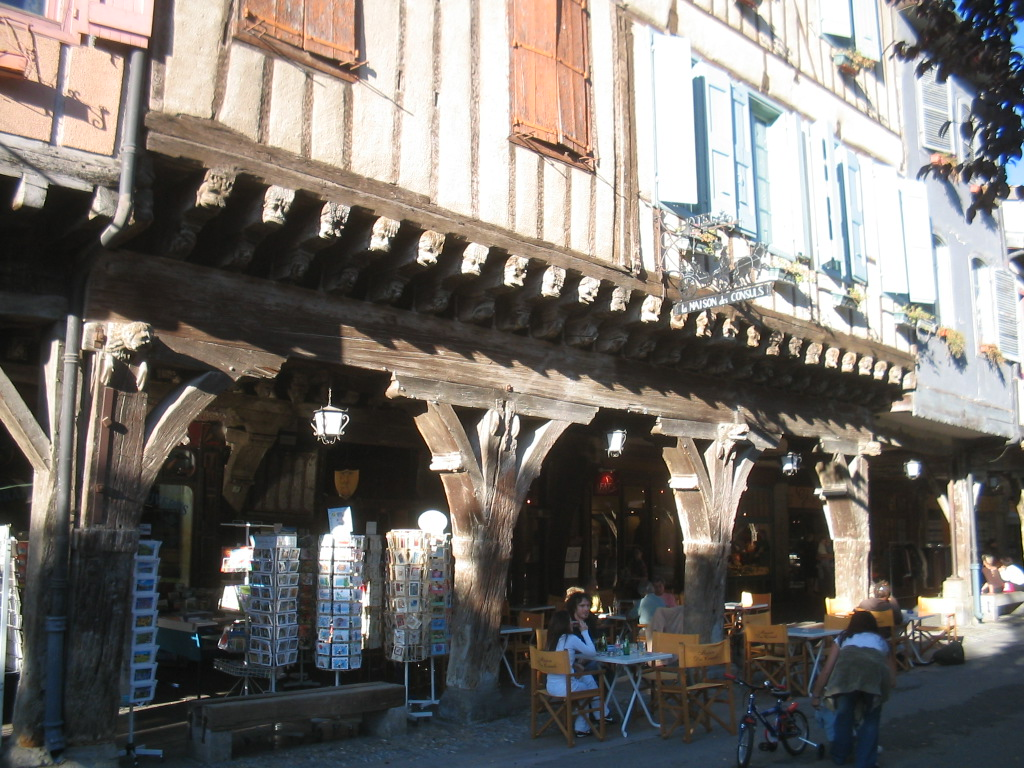
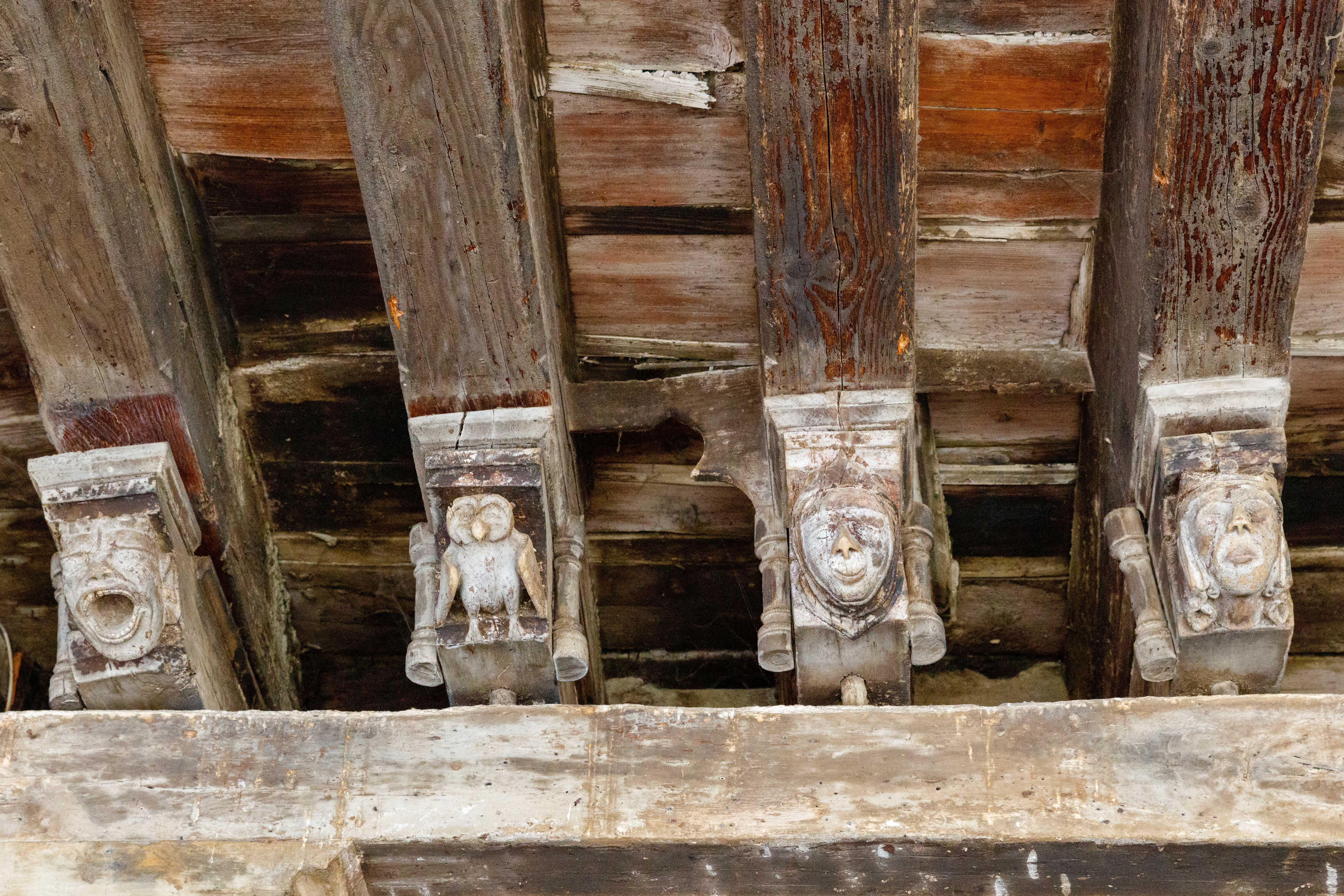
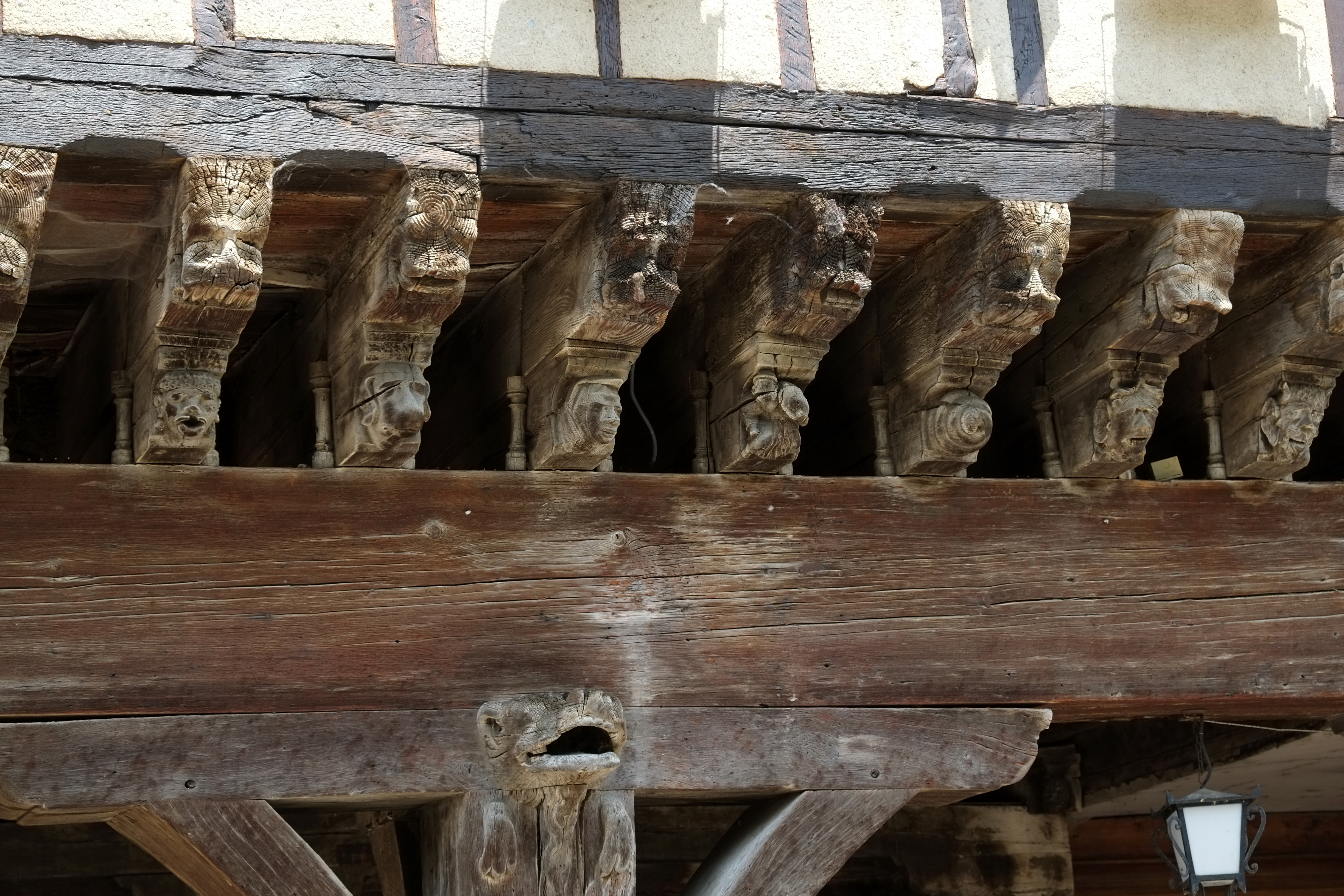
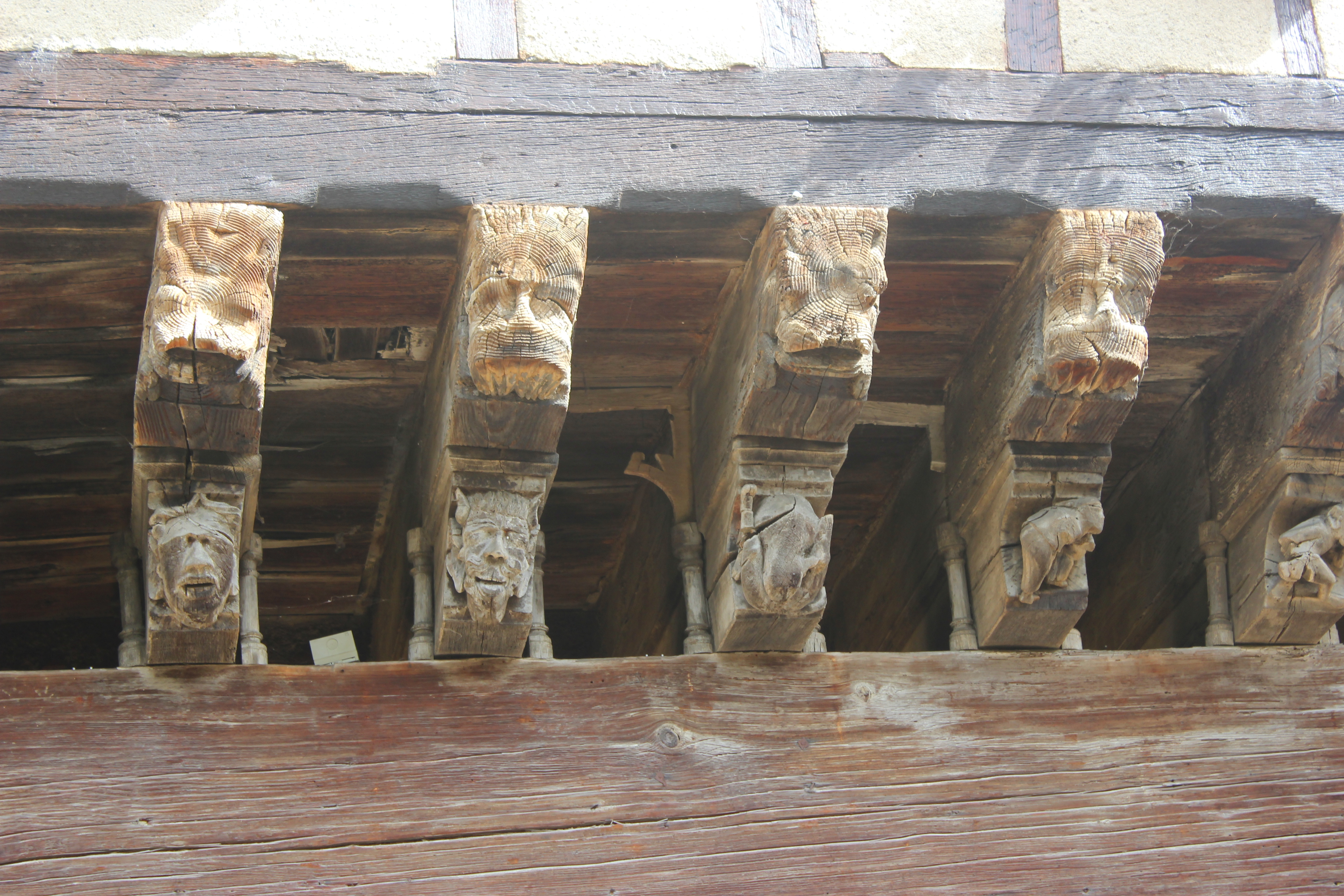
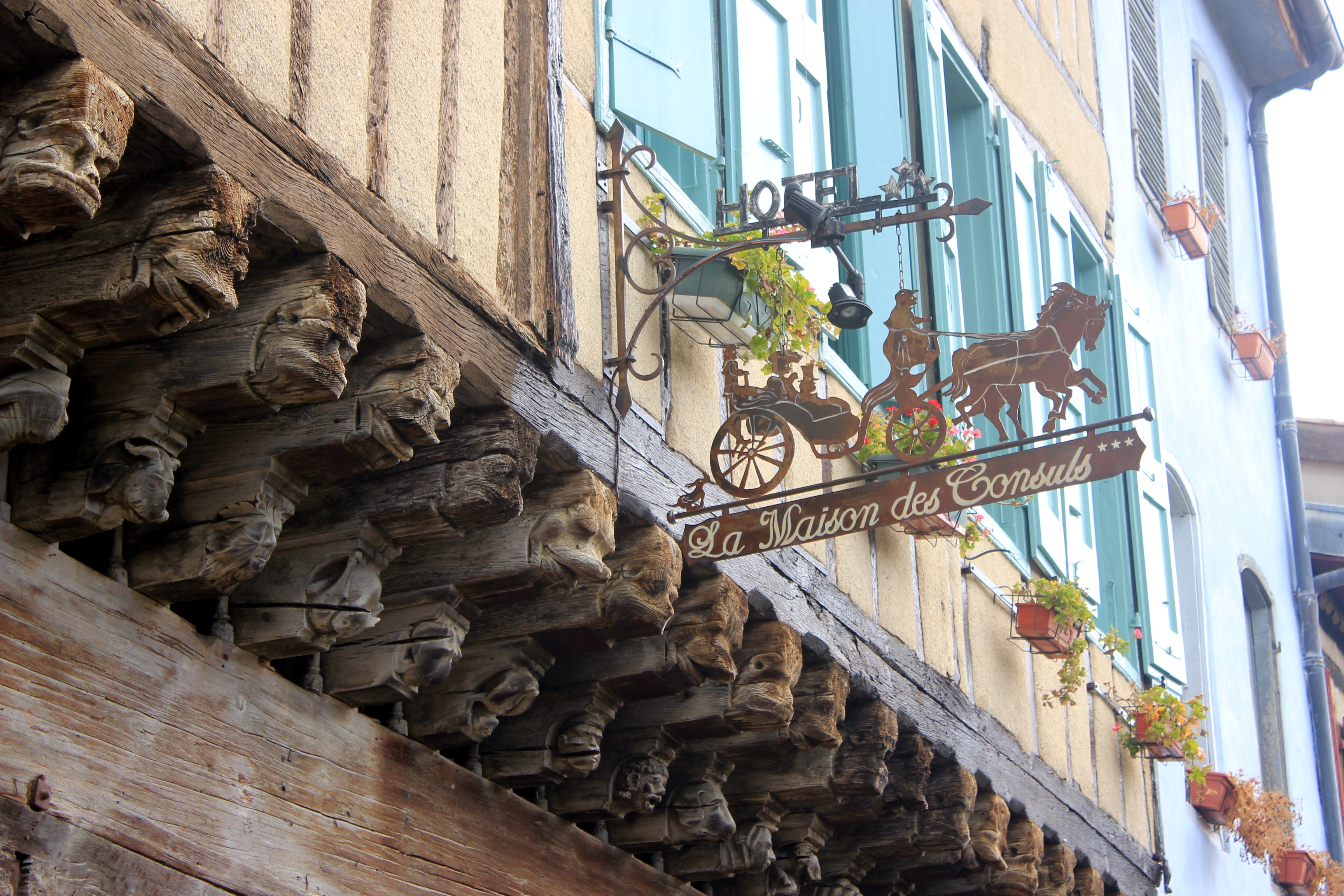

## Erfgoedbehoud
Het gebouw omvat tegenwoordig een luxe hotel met 7 kamers, waarvan elke kamer is vernoemd naar een figuur uit de geschiedenis van de stad. De kamers zijn ingericht om antiek meubilair en designaccenten mooi tot hun recht te laten komen.